# Enrico Ghella
Enrico Ghella (Roma, 30 marzo 1951) è un imprenditore italiano.
Oggi riveste la carica di Presidente e Amministratore Delegato di Ghella, impresa fondata nel 1894 dal bisnonno – Domenico Ghella – che opera nel settore delle costruzioni e delle infrastrutture, specializzata nella realizzazione di gallerie, metropolitane, ferrovie, autostrade, opere idrauliche e impianti fotovoltaici.

## Biografia
Enrico Ghella nasce nel 1951, ultimo di quattro figli. La sua carriera inizia a 19 anni, quando – nel 1970 – subentra nella conduzione dell’azienda Ghella al fianco del fratello maggiore Giandomenico. Nel 1976, venticinquenne, da Roma si trasferisce in Venezuela prima e negli Stati Uniti poi. Resterà all’estero per oltre un quarto di secolo, ottenendo commesse pubbliche per l’impresa di famiglia e legandola a realizzazioni di rilievo come: la galleria di base del Brennero, le metropolitane di Torino, Sydney, Brisbane, Atene, Vancouver, Toronto e San Paolo, la ferrovia ad Alta Velocità Torino-Lione, il progetto Follo Line ad Oslo. Ad oggi, Ghella lavora in quattro continenti e quindici nazioni.

## Riconoscimenti
Il 2 dicembre 2022, Enrico Ghella è stato insignito della Laurea Magistrale Honoris Causa in Ingegneria Civile dal Politecnico di Torino per il suo impegno nell’impresa di famiglia ma anche in attività filantropiche. Queste le motivazioni enunciate dal professor Orazio Baglieri, coordinatore del Collegio di Ingegneria Civile: “Enrico Ghella guida da anni un’eccellenza italiana con grande reputazione all’estero nel campo delle infrastrutture civili; ha ampliato la propria presenza internazionale con rispetto per le realtà e le culture locali pur mantenendo la propria identità di impresa italiana; ha mostrato attenzione e lungimiranza verso l’innovazione così come verso la sicurezza dei lavoratori e, inoltre, ha sempre svolto attività filantropica e sociale contribuendo per esempio a costruire scuole, asili e ospedali” .